# Длугосьодло
Длугосьодло (пол. Długosiodło) — село в Польщі, у гміні Длугосьодло Вишковського повіту Мазовецького воєводства.
Населення — 1416 осіб (2011).
У 1975-1998 роках село належало до Остроленцького воєводства.

## Демографія
Демографічна структура станом на 31 березня 2011 року:
|          | Загалом | Допрацездатний вік | Працездатний вік | Постпрацездатний вік |
| -------- | ------- | ------------------ | ---------------- | -------------------- |
| Чоловіки | 712     | 171                | 470              | 71                   |
| Жінки    | 704     | 140                | 422              | 142                  |
| Разом    | 1416    | 311                | 892              | 213                  |